# Pisogne

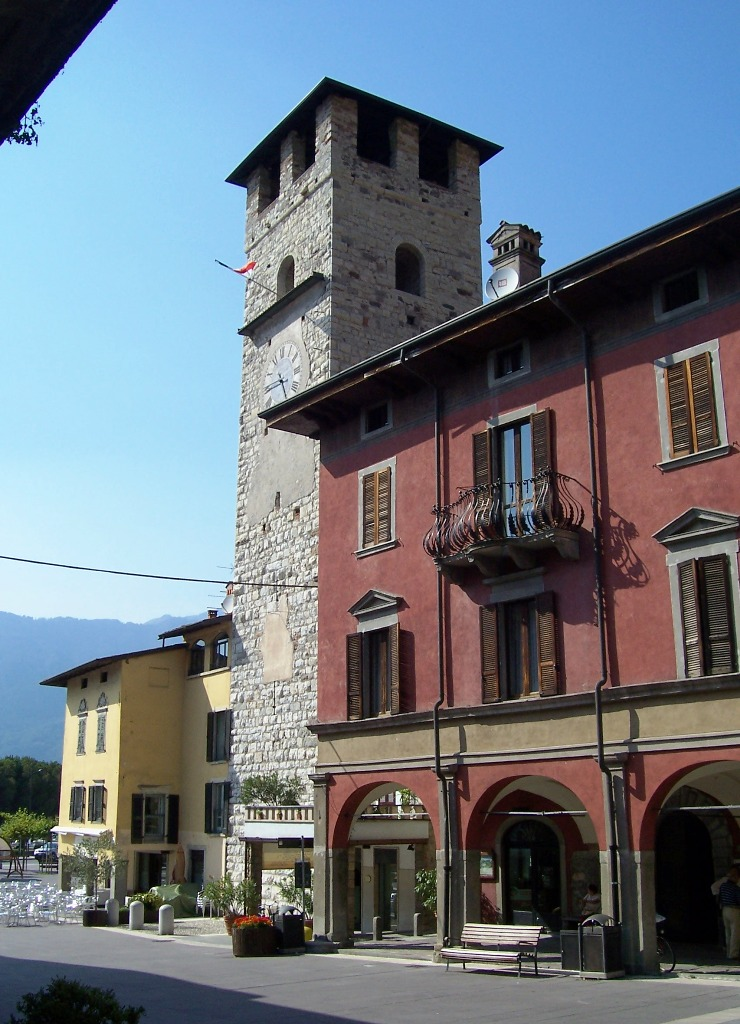

Pisogne – miejscowość i gmina we Włoszech, w regionie Lombardia, w prowincji Brescia.
Według danych na rok 2004 gminę zamieszkiwały 7714 osoby, 164,1 os./km².
Konstancin-Jeziorna jest miastem partnerskim.